# Oud Stadhuis van Blankenberge

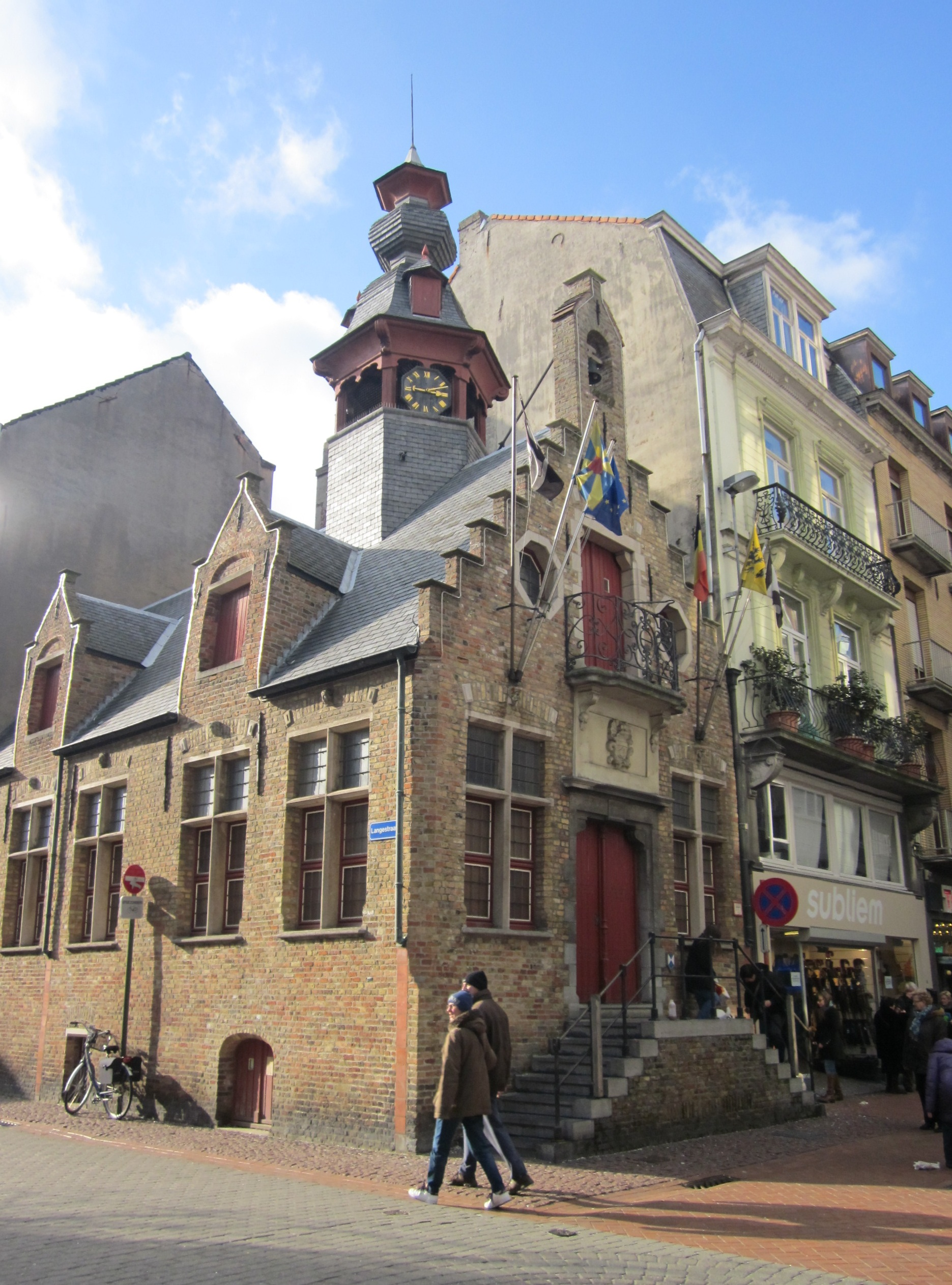
Oud Stadhuis

Het Oud stadhuis van Blankenberge is een voormalig stadhuis in de West-Vlaamse stad Blankenberge, gelegen aan Kerkstraat 41.

## Geschiedenis
Het stadhuis heeft een tweetal voorgangers gehad. Er was een stadhuis in de Peperstraat, dat in 1451-1452 werd vervangen door een nieuw gebouw naast het oude. Van 1532-1536 werd opnieuw een stadhuis gebouwd, op de plaats van het huidige gebouw. Dit werd in 1572, bij de inval van de Watergeuzen, beschadigd en in 1575, bij een hevige stadsbrand, verwoest.
Omstreeks 1680 werd een nieuw stadhuis gebouwd, naar ontwerp van R. Coppet. Daarbij werd ook sloopmateriaal van het Spaans Fort gebruikt. Omstreeks 1735 werd een bordes toegevoegd. In 1762 werden drie traveeën toegevoegd en in 1857 werd een poortgebouw gerealiseerd. In 1860 werd het gebouw in gebruik genomen als schouwburg. De 18e-eeuwse uitbreidingen werden gesloopt en eind 19e eeuw wilde men het gehele gebouw slopen, maar in 1894 werd het gebouw door de monumentencommissie gered. Restauratie kon, ten gevolge van de Eerste Wereldoorlog, voorlopig niet doorgaan. In 1923 was het een filiaal van de Banque d'Ostende et du Littoral. In 1930 werd het gebouwtje dan toch gerestaureerd en in 1982 eveneens, waarbij ook het bordes weer werd aangebracht. Het gebouw vond weer een bestemming als tentoonstellingsruimte.

## Gebouw
Het is een bakstenen hoekpand in Vlaamse renaissancestijl, met als zijgevel een trapgevel bekroond door een klokkenmuurtje. Op het zadeldak bevindt zich een zeshoekig klokkentorentje.